# Syneches flavipes
Syneches flavipes är en tvåvingeart som först beskrevs av Enrico Adelelmo Brunetti 1913.  Syneches flavipes ingår i släktet Syneches och familjen puckeldansflugor. Inga underarter finns listade i Catalogue of Life.